# Ortogonalita
Původem řecké slovo ortogonální znamená pravoúhlý (z řec. «ορθος» pravý a «γονια» úhel).
Přeneseně, v technice, pak nezávislý, případně neovlivňující.

## Elementární geometrie
Původně byl termín užíván pouze v kontextu elementární geometrie pro označení přímek protínajících se v pravém úhlu (jinak řečeno pokud všechny čtyři úhly, které protínající se přímky vymezují, jsou stejné). Pravému úhlu odpovídá velikost 90° nebo π/2 radiánu. Viz též pravoúhlý trojúhelník. V geometrii je ortogonalita označována jako kolmost.

## Zobecněné významy
S rozvojem lineární algebry došlo k zobecnění pojmu ortogonality na obecné vektorové prostory se skalárním součinem (tzv. unitární prostory). Vektory jsou nazývány ortogonálními, je-li jejich skalární součin nulový. Význačnou úlohu hrají ortogonální báze, zvláště u nekonečnědimenzionálních prostorů, kde je pojem úplnosti báze netriviální a ortogonalita usnadňuje jeho definici. Důležitým příkladem jsou systémy ortogonálních funkcí umožňující vyjádřit libovolnou funkci z daného prostoru funkcí jako součet nekonečné řady vektorů báze.
Pokud mají navíc vektory jednotkovou normu (velikost), pak jde o ortonormalitu (ortonormální vektor, ortonormální báze).
V kvantové teorii, kde jsou stavům systému přiřazeny vektory z Hilbertova prostoru, odpovídají ortogonální vektory takovým stavům, kde pravděpodobnost nalezení jednoho ve druhém je nulová. Obvykle pak stavy odpovídající klasickým stavům (tj. stavy jednoznačně určené hodnotami měřitelných veličin) tvoří ortogonální bázi Hilbertova prostoru.

### Ortogonální funkce
Systém funkcí {\displaystyle f_{n}} je v intervalu {\displaystyle \langle a,b\rangle } ortogonální s váhou {\displaystyle w(x)}, kde {\displaystyle w(x)\geq 0}, pokud pro každou dvojici {\displaystyle f_{i}(x),f_{k}(x)} platí
{\displaystyle \int _{a}^{b}w(x)f_{i}(x)f_{k}(x)\mathrm {d} x=0\;{\mbox{ pro }}i\neq k}.
Funkci f nazýváme normovanou s váhou {\displaystyle w(x)}, jestliže platí
{\displaystyle \int _{a}^{b}w(x)f^{2}(x)\mathrm {d} x=1}
Systém funkcí {\displaystyle f_{n}} ortogonální s váhou {\displaystyle w(x)}, kde každá funkce {\displaystyle f_{n}} je normovaná s váhou {\displaystyle w(x)}, nazýváme ortonormální (ortonormovaný) s váhou {\displaystyle w(x)}.

#### Systém ortogonálních funkcí v L2
Systémy ortogonálních funkcí v prostoru {\displaystyle L_{2}} našly praktické uplatnění především v kvantové mechanice.
Funkce {\displaystyle f,g\in L_{2}(a,b)} označujeme jako ortogonální v prostoru {\displaystyle L_{2}(a,b)} (na intervalu {\displaystyle \langle a,b\rangle }), pokud platí
{\displaystyle (f,g)=0},
přičemž skalární součin v předchozím vztahu vyjadřujeme jako
{\displaystyle \int _{a}^{b}f(x){\overline {g(x)}}\mathrm {d} x=0}
Funkci f nazýváme normovanou v prostoru {\displaystyle L_{2}(a,b)}, je-li její norma rovna jedné, tzn.
{\displaystyle \|f\|=1}
Máme-li konečný nebo spočetný systém funkcí {\displaystyle f_{n}\in L_{2}(a,b)}, pak říkáme, že tento systém je ortogonální v {\displaystyle L_{2}(a,b)}, pokud pro každou dvojici funkcí {\displaystyle f_{i},f_{k}} platí
{\displaystyle (f_{i},f_{k})=0\;{\mbox{ pro }}i\neq k}.
Je-li navíc každá funkce {\displaystyle f_{n}} normovaná, pak říkáme, že systém funkcí je ortonormovaný (ortonormální). V takovém případě platí
{\displaystyle (f_{i},f_{k})=\delta _{ik}},
kde {\displaystyle \delta _{ik}} je Kroneckerovo delta.
Máme-li ortogonální systém funkcí a pro všechny funkce {\displaystyle f_{n}} platí, {\displaystyle \|f_{n}\|\neq 0}, pak lze vytvořit ortonormální systém zavedením {\displaystyle g_{n}(x)={\frac {f_{n}(x)}{\|f_{n}\|}}}.

## Mikroprocesorová technika
Ortogonální instrukční sada je taková sada strojových instrukcí procesoru, ve které nejsou přítomny duplicitní strojové instrukce, tj. pro každou operaci existuje jen jediná strojová instrukce a zároveň je sada strojových instrukcí navržena tak, aby strojové instrukce mohly použít jakýkoliv registr v jakémkoliv adresním režimu. Terminologie vychází z představy, že instrukce je vektor, jehož dalšími složkami jsou operandy a adresní režim.

## Telekomunikace
Ortogonalitu má v názvu technologie se zkratkou OFDM (Orthogonal Frequency Division Multiplexing – ortogonální multiplex s frekvenčním dělením), využívající širokopásmovou modulaci po vícero frekvenčních kanálech, komunikace na žádném z nichž neomezuje ty ostatní.